# Saaluncifera
Saaluncifera là một chi bướm đêm thuộc họ Noctuidae.